# Anne van der Bijl
Anne van der Bijl, známý jako bratr Andrew (11. května 1928 Sint Pancras – 27. září 2022 Harderwijk), byl nizozemský křesťanský misionář. Byl zakladatelem organizace Open Doors (Otevřené dveře), která během studené války pašovala Bible do zemí Východního bloku včetně Československa.

## Život
Anne van der Bijl se narodil v chudé rodině jako čtvrté dítě z deseti.
Po druhé světové válce sloužil jako voják v koloniální armádě v Nizozemské východní Indii. V bojích utrpěl zranění kotníku. Během léčby četl Bibli, což nakonec vyústilo v jeho konverzi ke křesťanství.
V roce 1955 poprvé navštívil Polsko a téhož roku založil organizaci Open Doors – „otevřené dveře“, které otevírá modlitba. Organizace pašovala miliony Biblí do komunistických zemí střední a východní Evropy, později se zaměřila na Rusko. V roce 1981 pronikl také do Číny, kam bylo za jedinou noc propašováno 232 tun Biblí (1 000 000 kusů).
Po pádu komunismu začala organizace Open Doors podporovat křesťany v desítkách zemích, kde jsou stále pronásledováni.

## Dílo
- Bratr Andrew, John & Elizabeth Sherrillovi: Pašerákem ve službách Nejvyššího (God´s Smuggler), Stefanos, Jindřichův Hradec, 2007, ISBN 978-80-87081-00-6